# Acantholimon stocksii
Acantholimon stocksii är en triftväxtart som beskrevs av Pierre Edmond Boissier. Acantholimon stocksii ingår i släktet Acantholimon och familjen triftväxter. Inga underarter finns listade i Catalogue of Life.